# Arctia albistriga
Arctia albistriga là một loài bướm đêm thuộc phân họ Arctiinae, họ Erebidae.